# Catarina Stenbock
Catarina Stenbock (Torpa, 22 de julho de 1535 – Strömsholm, 13 de setembro de 1621) foi a terceira esposa do rei Gustavo I e Rainha Consorte da Suécia de 1552 até 1560.
Era filha do conselheiro real Gustavo Olofsson Stenbock e sua esposa Brita Eriksdotter Leijonhufvud, sendo por sua mãe sobrinha da rainha Margarida Leijonhufvud, segunda esposa de Gustavo, e consequentemente prima dos filhos gerados a partir do casamento anterior do rei.